# شعبان روبرت
شعبان روبرت (بالإنجليزية: Shaaban bin Robert)‏ (و. 1909 – 1962 م) هو شاعر، وكاتب تنزاني، بدأ مشواره المهني سنة 1930، توفي في دار السلام، عن عمر يناهز 53 عاماً.

## جوائز
حصل على جوائز منها:

عضو رتبة الإمبراطورية البريطانية

## روابط خارجية
- شعبان روبرت على موقع الموسوعة البريطانية (الإنجليزية)